# Лариса Генијуш
Лариса Антоновна Генијуш (Гениуш) (блр. Ларыса Антонаўна Міклашэвіч; Жлобавци, 9. август 1910 — Зељва, 7. април 1983)  била је белоруска књижевница, песникиња, прозаик и јавна личност.

## Биографија

### Порекло
Лариса Миклашевич је рођена у православној многодетној породици имућног сељака-земљопоседника. Учила је у пољској школи, а 1928. године је завршила Волкависку пољску гимназију. У то време се упознала са светском књижевношћу - пољском, скандинавском и енглеском класиком. Тада почиње да пише поезију.

### Живот у Прагу
Удала се 1935. године за Ивана (Јанка) Генијуша и исте године родила сина Јурку. У Праг су прешли 1937. године, где је Јанко радио као лекар. Живели су у Прагу до 1947. године, где су одржавали контакте са белоруском емиграцијом, а Лариса је 1943. године постала Главни секретар владе Белоруске Народне Републике у изгнанству. Штитили су белоруске емигранте, политичке бегунце и белоруске раднике. За то време, у Белорусији је 1939. године ухапшен и стрељан отац Ларисе Генијуш - Антон Миклашевич, а мајка и две сестре су протеране у Казахстан. Лариса и Јанко Генијуш су оптужени за антисовјетски националистички рад, а 1947. године напуштају Праг и одлазе у Вимперк.

### Оптужбе са сарадњу са нацистима
Неки историчари сматрају да је 27. јуна 1941. године Лариса Генијуш потписала обраћање Белоруса протектората Чешке и Моравске Адолфу Хитлеру, који је почињао речима:
Видевши, како је Велики Вожд Немачког Народа Адолф Хитлер повео своју непобедиву немачку армију на Исток Европе ради борбе против и потпуног уништења бољшевизма, бољшевика-комуниста и Јевреја, који већ више од 20 година угњетавају и уништавају наш белоруски народ...
Песникиња је инсистирала, да је потпис био фалсификован. У својим логорским успоменама је написала:
Ја ништа нисам скривала, јер ми је једина кривица била у учешћу у Комитету самопомоћи у Прагу, где сам била благајник. То нисам порицала, али Коган (истражитељ) ми је једном показао архив Комитета, који је још 1942. године ишчезао из стана Јерманченка (Јулиан Јермаченко је био руководилац белоруске Самопомоћи у Прагу). То ме је запањило! Телеграм нико од Белоруса није потписао, али на папиру, под његовим текстом, били су прецизно стављени потписи свих Белоруса који јесу или нису били на том скупу! Било ми је гадно од ужаса. Таква држава, која се држи на лажи, на обмани, на фалсификованим документима је гадна! У време најстрашније опасности, заплетени у нацистичка лукавства, људи су се одважили да не потпишу тај телеграм, а овде га потписују за њих копијама, поништавајући све људско, које се чувало у људима у најтежа времена. Не, ово је горе, подлије од најнижег... Сетила сам се Волфсона, старог Јевреја, који се заједно са породицом спасао у овом малом Комитету и такође је био на овом скупу, као и свако, ко је добио позивницу. Шта би он рекао, када би видео такав свој фалсификовани потпис под овим телеграмом!

### Хапшење и осуда
Супружници Генијуш су ухапшени 1948. године у Прагу, а крајем исте године налазили су се у затвору у Минску, где је песникињу испитивао министар државне безбедности Лаврентије Цанава. Он ју је безуспешно наговарао да преда архиву Белоруске Народне Републике, након чега су и Лариса и њен супруг Јанко осуђени на по 25 година робије у логорима Инта и Абеза.
Делимично су рехабилитовани 1956. године и после 8 година коначно пуштени на слободу и населили у град Зелву (из којег води порекло Јанко Генијуш). Одбијали су совјетско држављанство и задржали чехословачко, а кроз њихову кућу у Зелви прошли су многи књижевници, уметници и научници.
Преминула је 1983. године у Зељви и сахрањена је поред мужа. Унук песникиње је продао кућу, у којој је живела.

## Сећање
Године 1999. Белоруски Хелсиншки комитет се обратио тужилаштву Републике Белорусије са петицијом да пониште пресуду Лариси и Јанку Генијушу. Тужилаштво је одбио захтев, а као разлози одбијања су наведени: могу да буду саопштени само самој оштећеној.
Сличан одговор су добили 2017. године активисти омладинског крила Белоруског народног фронта.
Године 2006. у јануару је одржана презентација музичке збирке на песме Ларисе Генијуш Живети за Белорусију (блр. Жыць для Беларусі). На диску су песме разних група и извођача. У њему се може чути и глас саме песникиње. Збирка је посвећена годишњици 95. година од рођења Ларисе Генијуш.
У Гродновској епархији Белоруског Егзархата Руске православне цркве 15. маја 2016. године је свечано отворена Библиотека Ларисе Генијуш.
Раније је у Земљи на територији цркве био постављен споменик Лариси Генијуш. У Спасо-Тројицкој цркви је била отворена меморијална експозиција, посвећена Л. Генијуш.
Превод књиге мемоара Исповест (блр. Споведзь) на пољски језику објављен је 2012. године под називом Птице без гнезда (пољ. Ptaki bez gniazd). Преводилац је Чеслав Сењух.

## Везе са Србијом
Поезија Ларисе Генијуш је заступљена у Антологији белоруске поезије, чији је састављач проф. др Иван Чарота, а са белоруског је превео проф. др Миодраг Сибиновић. Књига је изашла у издању Српске књижевне Задруге у Београду 1993. и 2012. године.
Поезија Генијушеве је заступљена и у У сусрет Духу - антологији белоруске хришћанске поезије, чији је састављач такође проф. др И.Чарота, а коју је превела с белоруског Дајана Лазаревић. Ова антологија је изашла 2019. године у издања ЦомпуТех у Београду.
У последње време на српски језик њену поезију преводи Дајана Лазаревић и објављује је у књижевним периодичним издањима.

### Песничке збирке
- Од родних њива / Ад родных ніў (1942)
- Невадом из Њомана / Невадам з Нёмана (1967)
- С мајчином душицом сливена / На чабары настоена (1982)
- Девет песама / Dzieviać vieršaŭ (1987)
- Бели сан / Белы сон (1990)
- Песме: рукописна збирка 1945-47. године / Вершы: рукапісны зборнік з 1945-47 гг.» (1992)
- Изабране песме / Выбраныя вершы (1997)
- Дневна соба / Гасціна (2000)
- Изабрана дела / Выбраныя творы (песме, поеме, проза, писма, 2000)
- Сабрани есеји у два томе / Собрание сочинений в 2-х томах, 2010[14]

### Поезија за децу
- Бајке за Михаску / Казкі для Міхаські (1972)
- Добро јутро, Аљес / Добрай раніцы, Алесь (1976)

### Друга дела
- Исповест / Споведзь (успомене), 1990)
- Мајка и син / Маці і сын (у једном издању су збирке Ларисе Генијуш и Јурија Генијуша 1992)
- Да бисте ви знали: из епистоларног наслеђа / Каб вы ведалі: з эпісталярнай спадчыны (2005)
- Писма из Зељве / Лісты з Зэльвы (епистоларни, 2012)